# La Saison des orphelins
Pour plus de détails, voir Fiche technique et Distribution.
La Saison des orphelins est un film français réalisé par  David Tardé et sorti en 2008.

## Synopsis
Un étranger, la quarantaine, arrive au village de la Croix Brunière. Il se révèle être l'unique survivant, mais amnésique, d’un drame survenu trente ans plus tôt. Un drame dans lequel sept enfants avaient disparu.

## Fiche technique
- Titre : La Saison des orphelins
- Réalisation : David Tardé
- Scénario : David Tardé & Sylvain Oizan-Chapon
- Photographie : Antoine Manichon
- Son : Nicolas Rhode
- Mixage : Julien Alves
- Montage : Sylvain Oizan-Chapon
- Musique : Michel Deneuve
- Producteur : 	Pierre-François Bernet
- Sociétés de production : Butterfly Productions, Chrysalis Films
- Pays d'origine :  France
- Durée : 90 minutes
- Dates de sortie : 6 août décembre 2008

## Distribution
- Laurent Lucas : Alexandre Gérard
- Aurélien Recoing : Achille
- Gabrielle Lazure : L'institutrice
- Valérie Mairesse : Claudie
- Philippe Ohrel
- Jeanne Massart
- Sébastien Simon
- Jordan Chemama